# Plænen
Plænen er et åbent område i forlystelsesparken Tivoli i det indre København. Den blev etableret i 1968, hvor den blev anlagt i sammenhæng med restaurant Perlen, og blev tegnet Simon Henningsen. I den nordlige del af Plænen er en overdækket scene, med et vifteformet tag.
Den ligger mellem Hotel Nimb, Glassalen og Tivolis Koncertsal. Det er et græsbeklædt område, deraf navnet "Plænen".
På Plænen bliver der afholdt forskellige koncerter og arrangementer. Henover sommeren har der siden 1997 været afholdt række openair koncerter kaldet Fredagsrock. I begyndelsen var det primært rock-navne der optrådte, men det er senere blevet mere pop-præget samt andre genrer.
Derudover bruges Plænen og scenen også til Lørdagsswing, og i december måned afholdes der julemarked. Tivoli-Garden spiller på Plænen hver søndag.

## Fredagsrock
Fredagsrock blev startet i 1997 efter Tivoli i flere år havde afholdt eftermiddagskoncerter i parken. Den første koncert var med Den Gale Pose og Hvid Sjokolade. Koncerterne blev hurtigt stor succes og parken oplevede flere besøgende i parken om fredagen. I 2001 var der gennemsnitligt 25.000 gæster i parken ved fredagskoncerterne.
Koncerterne bliver afholdt fra april til og med september, og de bliver set af omkring 20.000 personer, og i sæsonen 2013 var det gennemsnitlige antal publikum omkring 19.500 personer. Tivoli tillader højest ca. 33.000 gæster inde i haven ad gangen.
Sammenlagt trækker koncerterne omkring 500.000 gæster henover sæsonen, og det er dermed et af de mest besøgte koncertsteder i Danmark.
De optrædende er i stor udstrækning danske bands, men en lang række internationale navne har også stået på scenen. Særligt den danske popgruppe Shu-bi-dua har optrådt mange gange på Plænen, og deres koncert i løbet af sommeren har været en af traditionerne i Tivoli. I de første 15 år af koncerterne havde de optrådt der ni gange, hvilket kun Big Fat Snake også havde gjort. I den biografiske dokumentar Shu-Bi-Dua - Tanketorsk eller Stjerneskud fra 2003 udtalte Michael Hardinger og Michael Bundesen at Plænen havde været deres egen niché.
I 2012 udvidede Tivoli koncertrækken med Fredagsrock Festival, der var en én-dags festival med en række optrædende. Det blev gentaget i 2013, hvorefter den skiftede navn til Offspring Festival i 2014 og blev afholdt over to dage. I 2015 og 2016 blev Offspring igen afholdt som en éndags-arrangement.

### Optrædende

#### 1997
- 25. april Den Gale Pose og Hvid Sjokolade[3]
- Ukendt dato: Eric Clapton[17]

#### 1998
I 1998 optrådte følgende kunstnere:
- Sorten Muld
- Yellowbellies
- Eric Gadd
- Nina Forsberg
- Humleridderne
- Poul Krebs
- Årets Mand ’98 m/Moonjam
- Pockets
- Lisa Ekdahl
- Love Shop
- Psyched Up Janis
- Lars H.U.G.
- Hanne Boel
- Shu-bi-dua
- Randi Laubek
- Ruby Fruit Jungle
- Emotions
- Aqua[a]
- Mirah og Cartoons

#### 1999
Tekst mangler, hjælp os med at skrive teksten

#### 2000
Blandt de optrædende dette år var:
- Sebastian
- Poul Krebs
- Lisa Nilsson

#### 2001
Blandt de optrædende dette år var:
- 13. april Rollo & King[b]
- 14. september Outlandish[c]
- Ukendt dato
  - Dodo & The Dodos
  - Erann DD
  - Kim Larsen & Kjukken
  - Safri Duo
  - Shu-Bi-Dua
  - Texas
  - Tim Christensen

#### 2002
Blandt de optrædende dette år var:
- Allan Vegenfeldt
- Andrew Strong
- Baal
- Back to Back
- Christian
- Cowgirls
- Danser med Drenge
- Gnags
- Hotel Hunger
- Mats Ronander
- Nikolaj & Piloterne
- Nikolaj Steen
- Savage Rose
- Shu-Bi-Dua
- Tomas Ledin
- Zindy Kuku Boogaloo

#### 2003
Tekst mangler, hjælp os med at skrive teksten

#### 2004
Tekst mangler, hjælp os med at skrive teksten

#### 2005
De optrædende dette år inkluderede:
- 15 april Baal
- 12. juni Mariah Carey[22][e]
- Ukendt dato
  - Bikstok Røgsystem
  - Burhan G
  - Elvis Costello
  - Karen
  - Shakin Stevens
  - Shu-Bi-Dua
  - Thomas Helmig

#### 2006
I 2006 optrådte følgende kunstnere:
- 14. april Magtens Korridorer
- 5. maj UFO Yepha
- 9. juni Sugababes
- 22. september L.O.C.
- 11. august Gavin DeGraw
- Ukendt dato
  - Carpark North
  - Jokeren
  - Mew
  - Michael Falch
  - Randi Laubek
  - Sanne Salomonsen
  - Sterling
  - Tv·2

#### 2007
I 2007 havde arrangementet 10 års jubilæum var der en række kunstnere, som optrådte samme fredag med Grace Jones som hovednavn.
- 1. juni Pet Shop Boys
- 15. juni Julie
- 22. juni Grace Jones, Jokeren, Outlandish, Søs Fenger, Julie, Michael Falch og Thomas Buttenschøn
- 24. Thomas Helmig[e]
- Nik & Jay
- Nephew

#### 2008
I 2008 optrådte følgende kunstnere:
- 18. april Teitur
- 25. april Burhan G
- 2. maj Moonjam
- 9. maj Big Fat Snake
- 16. maj Isam B
- 23. maj Mary J. Blige
- 30. maj Danseorkestret
- 6. juni Kashmir
- 13. juni Michael McDonald
- 20. juni Tv·2
- 27. juni Saybia
- 18. juni L.O.C.
- 25. juni Michael Falch
- 1. juni Julie
- 8. juni The Flaming Lips
- 15. juni Gnags
- 22. juni Anne Linnet
- 29. juni Dodo & The Dodos
- 5. juni Lars H.U.G.
- 12. juni Alphabeat
- 19. juni Hej Matematik og Tue West

#### 2009
I 2009 optrådte følgende kunstnere:
- 17. april Carpark North
- 1. maj Kira and The Ghost Riders og Sune Rose Wagner
- 8. maj Camille Jones og The Blue Van
- 15. maj The Storm
- 22. maj Aura og Poul Krebs
- 12. juni James Morrison
- 19. juni Thomas Helmig
- 17. juli Peter Sommer
- 24. juli Kaiser Chiefs
- 31. juli Jokeren
- 14. august N.E.R.D
- 28. august Nik og Jay
- 4. september L.O.C
- 18. september Infernal
- Ukendte datoer:
  - Aqua
  - Spleen United
  - Sys Bjerre
  - Tim Christensen
  - Tina Dickow
  - VETO

#### 2010
I 2010 optrådte følgende kunstnere:
- 16. april Joey Moe og Burhan G
- 23. april The Asteroids Galaxy Tour
- 30. april Rasmus Seebach og Nabiha
- 7. maj Lisa Nilsson
- 14. maj Dalton
- 21. maj Beth Hart og Grand Avenue
- 28. maj Alphabeat
- 4. juni Jamie Cullum
- 11. juni Spandau Ballet
- 18. juni CV Jørgensen
- 25. jui Kashmir
- 2. juli Thomas Buttenschøn og Dicte
- 9. juli Sebastian og band
- 16. juli Outlandish og Turboweekend
- 23. juli Dúné
- 30. juli Lis Sørensen
- 6. august Thomas Dybdahl
- 13. august Medina og Stoffer & Maskinen
- 20. august Hej Matematik
- 27. august Sanne Salomonsen
- 3. september Big Fat Snake
- 10. september Rasmus Nøhr og Julie Maria
- 17. september Magtens Korridorer
- 24. september Michael Falch

#### 2011
- 22. april Pretty Maids
- 29. april Fallulah, Vinnie Who og Lucy Love
- 6. maj Burhan G og Thomas Holm
- 13. maj Erik Hassle
- 20. maj The Floor Is Made Of Lava og Kellermensch
- 27. maj Infernal
- 3. juni Suspekt
- 10. juni Teitur og Melissa Horn
- 17. juni Aqua
- 24. juni Saybia og The Rumour Said Fire
- 1. juli Chris Minh Doky
- 8. juli Den Gale Pose
- 15. juli Savage Rose
- 22. juli Roxette
- 29. juli Tina Dickow
- 5. august Mikael Simpson
- 12. august Kaizers Orchestra
- 19. august Mads Langer
- 26. august Yoav
- 2. september Nik & Jay
- 9. september Sort Sol
- 16. september L.O.C.
- 23. september Michael Falch og Boat Man Love

#### 2012
I 2012 optrådte følgende kunstnere:
- 13. april The Storm
- 20. april Fredagsrock Festival (Bäddat för trubbel, Belle Ville, Birk Storm, Boho Dancer, Dangers of the Sea, Dawda Jobarteh, Fastpoholmen, Freja Loeb, French Films, Governor of Alaska, Helsinki Poetry, KESI, Klumben, Linkoban, Marybell Katastrophy, Mathilde Savery, Raske Penge, Rum 37, Shanghai, Shiny Darkly, Ulige Numre)[34]
- 27. april Turboweekend
- 4. maj Alphabeat
- 11. maj Medina
- 18. maj Joey Moe
- 25. maj Magtens Korridorer
- 1. juni D-A-D
- 8. juni The Cardigans spiller Gran Turismo
- 15. juni Kashmir
- 22. juni Wolfmother
- 29. juni Kim Larsen & Kjukken
- 6. juli Kind Of Blue feat. Jesse Davis, Flavio Boltro, m.fl.
- 13. juli Rasmus Walter og A Friend In London
- 20. juli Oh Land
- 27. juli Wafande + Kaka
- 3. august Timbuktu
- 10. august Tim Christensen
- 17. august Aura Dione
- 24. august I Got You On Tape og WhoMadeWho
- 31. august KATO
- 7. september Mike Sheridan
- 14. september Spleen United
- 21. september Malk De Koijn

#### 2013
I 2013 optrådte følgende kunstnere:
- 12. april: Specktors
- 19. april: Electric Lady Lab og Svenstrup & Vendelboe
- 26. april: Rasmus Thude, Noah og Christopher
- 3. maj: Love Shop
- 10. maj: Fredagsrock Festival:[36] Djämes Braun, Barbara Moleko, Stoffer & Maskinen, Veto, The Floor Is Made of Lava, So-So Echo, The Broken Beats, Bottled in England, Slowolf, Odd Collection, Kostcirkeln, Jetsi Kain, Death By Unga Bunga, 4 Guys From The Future, Vintertur, Freja Kirk, YouYouYou, The White Album, Schultz and forever, Mother Lewinsky, Baby In Vain, Complicated Universal Cum, Kamilia Amélie, Kaliber, Young, TopGunn, Benjamin Kissi, Broke, The Youth, The Awesome Welles, Beastie Respond og The Strips
- 17. maj: Tv·2
- 24. maj: Sebastian og band
- 31. maj Sanne Salomonsen
- 7. juni: Private
- 14. juni: Nabiha og Shaka Loveless
- 21. juni: Thirty Seconds to Mars
- 28. juni: Editors
- 5. juli: Afro-Cuban All Stars
- 12. juli: Fallulah og Marie Key
- 19. juli: Orgi-E
- 26. juli: Outlandish
- 2. august: The Raveonettes og Sort Sol
- 9. august: Thomas Helmig
- 16. august: Nik & Jay
- 23. august: Mads Langer
- 30. august: Tina Dickow
- 6. september: Dansk rap – 25 år: Ataf Khawaja, Den Gale Pose (m. Szhirley & DJ Static), Humleridderne (m. DJ Stig), Hvid Sjokolade (orginal lineup), Johnson, Jooks, Jøden og Jonny Hefty, Kidd, Kølig Kaj, L.O.C., MC Einar (m. Vildmanden & DJ jan), Niarn, Per Vers, Rockers By Choice (orginal lineup), Specktors, UFO Yepha og Young[37]
- 13. september: Christian Hjelm og Søren Huss
- 20. september: VETO og The Floor Is Made of Lava

#### 2014
I 2014 optrådte følgende kunstnere:
- 11. april Østkyst Hustlers og Rockers By Choice
- 18. april Carpark North
- 25.-26. april Offspring Festival (tidligere Fredagsrock Festival): The Eclectic Moniker, Ginger Ninja, The New Spring, Whores & Thieves, Förtress, Amin Karami, The Minds of 99, Den fjerde væg, Julias Moon, Higsasakite, Sekuoia, S!vas, Ukendt Kunstner, Scarlet Chives, Byrta, My Heart the Brave, Danni Toma, Darkness Falls, Karl William, Jacob Bellens SOLO, Gabriel, Mads Björn, Penny Police, Less Win, My bubba, Yepha, Vild $mith, Kristina Renée, Marvelous Mosell, Kill J[16][39]
- 2. maj Panamah og Rasmus Walter
- 9. maj KATO vs. Safri Duo
- 16. maj L.O.C.
- 23. maj Burhan G
- 30. maj Allan Olsen & D'damer
- 6. juni Agnes Obel
- 13. juni Thomas Dybdahl
- 20. juni Rasmus Nøhr
- 27. juni Christopher og Kim Cesarion
- 4. juli Nils Landgren og Tivolis Big Band
- 11. juli Passenger
- 18. juli WhoMadeWho og The Mountains
- 25 juli When Saints Go Machine og Lucy Love
- 1. august Lis Sørensen
- 8. august Simple Minds
- 15. august Oh Land
- 22. august Medina og Tivolis Symfoniorkester
- 29. august MØ og Jenny Wilson
- 5. september Turboweekend
- 12. september Ulige Numre og Hymns From Nineveh
- 19. september Den Sorte Skole

#### 2015
I 2015 optrådte følgende kunstnere:
- 10. april Outlandishog Ukendt Kunstner
- 17. april Love Shop
- 24. april Shaka Loveless
- 1. maj Spids Nøgenhat
- 8. maj Rasmus Walter og Stine Bramsen
- 15. maj De Eneste To
- 22. maj Julias Moon og Scarlet Pleasure
- 29. maj Gnags
- 5. juni Joey Moe
- 12. juni Marie Key
- 19. juni Jessie J
- 26. juni Tv·2
- 3. juli Jamie Cullum og Tivolis Big Band
- 10. juli Mads Langer
- 17. juli TopGunn og Barbara Moleko
- 24. juli Snoop Dogg
- 31. juli Belle & Sebastian
- 7. august D-A-D
- 14. august KATO
- 21. august Tina Dickow
- 28. august Lars H.U.G. og Panamah
- 4. september Offspring Festival: Cisilia, Kesi, Patrick Dorgan, Låsley, Thomston, Marika Hackman, Son Lux, Elias, Tora, Sabine Ddumna, Anya, Eaves, Gavin James, Novelist, Sea Change, Charlie Cunningham, JP Cooper
- 11. september Quadron
- 18. september Suspekt

#### 2016
I 2016 optrådte følgende kunstnere:
- 15. april TopGunn og Noah
- 22. april Cisilia og Page Four og Hasan Shah
- 29. april Bo Kaspers Orkester
- 6. maj Bikstok Røgsystem og Specktors
- 13. maj Tivoli Offspring Festival: Kwabs, Capital of Nowhere, Chinah, Asger Techau, Soleima, Lowrider Betty, Ukendt Kunstner, WSTRN, Blaue Blume, The Oceans, Phlake[42]
- 20. maj Morten Breum
- 27. maj KrebsFalch
- 3. juni Tiësto
- 10. juni Teitur og Ásgeir
- 17. juni Saybia
- 24. juni Zara Larsson
- 1. juli Djämes Braun og Nabiha
- 8. juli Kim Larsen
- 15. juli Air
- 22. juli Oh Land
- 29. juli Scarlet Pleasure og Patrick Dorgan
- 5. august Turboweekend og Michael Simpson
- 12. august Haim
- 19. august Christopher
- 26. august Aura og Dúné
- 2. september Magtens Korridorer feat. Østkyst Hustlers
- 9. september Dizzy Mizz Lizzy
- 16. september The Minds of 99 og Julias Moon
- 23. september S!vas,Gilli og MellemFingaMuzik

#### 2017
I 2017 optrådte følgende kunstnere:
- 14. april Gulddreng og Page Four
- 21. april Joey Moe
- 28. april WhoMadeWho og Bob hund
- 5. maj Infernal og Kongsted
- 12. maj Johnny Madsen
- 19. maj KATO og TooManyLeftHands
- 26. maj medina
- 2. juni Beth Hart
- 9. juni Chic feat. Nile Rodgers
- 16. juni Zapp Zapp og Danseorkestret
- 23. juni Gnags
- 30. juni Brian Wilson
- 7. juli House of Pain og Clemens
- 14. juli Erykah Badu
- 21. juli Mads Langer
- 28. juli Rasmus Walter og Noah
- 4. august Burhan G
- 11. august Lil Wayne
- 18. august Phlake og Chinah
- 25. august 5 Seconds of Summer
- 1. september Karl William og Saveus
- 8. september tv·2
- 15. september The Savage Rose og Tivoli Copenhagen Phil
- 22. september Nik & Jay[44][f]

#### 2018
I 2018 optrådte følgende kunstnere:
- 13. april Christopher
- 20. april Sivas og Node
- 27. april Marvelous Mosell og MC Einar og Rockers by Choice
- 4. maj Carpark North
- 11. maj Gilli og Djämes Braun
- 18. maj Michael Falch og dét band og Hush
- 25. maj Peter Sommer og Gangway
- 1. juni Kesi og Hugo Helmig
- 8. juni The Hollywood Vampires
- 15. juni Marie Key
- 22. juni Stine Bramsen og Barbara Moleko
- 29. juni Magtens Korridorer
- 6. juli Citybois og Skinz og Faustix
- 13. juli Kim Larsen
- 20. juli L.O.C.
- 27. juli a-ha
- 3. august Burhan G
- 10. august Lis Sørensen og Karl William
- 17. august Alex Vargas
- 24. august Scarlet Pleasure
- 31. august Mew
- 7. september ukendt
- 14. september ukendt
- 21. september Søren Huss og Carl Emil Petersen

#### 2019
I 2019 optrådte følgende kunstnere:
- 12. april The Minds of 99
- 19. april Joey Moe
- 26. april Den Gale Pose og TopGunn
- 3. maj Karl William og Barbara Moleko
- 10. maj Bikstok Røgsystem og Shaka Loveless og Wafande
- 17. maj Phlake
- 24. maj Suspekt
- 31. maj Medina
- 7. juni Morten
- 14. juni Mads Langer
- 21. juni D-A-D
- 28. juni tv·2
- 5. juli Tom Jones
- 12. juli Benal og Jada
- 19. juli Tina Dickow
- 26. juli Gnags
- 2. august Infernal og Ude Af Kontrol
- 9. august Lauryn Hill
- 16. august Jason Derulo
- 23. august When Saints Go Machine og Thomas Dybdahl og Tivoli Copenhagen Phil
- 30. august MØ
- 6. september Christopher og Maximillian
- 13. september Kato og Djämes Braun
- 20. september Citybois og Hugo Helmig

#### 2020
Grundet coronaviruspandemien blev Fredagsrock aflyst i 2020. I første omgange blev koncerterne rykket til efteråret. De planlagte kunstnere talte
- April TopGunn
- Juli Alphabeat
- 10. juli Gwen Stefani

#### 2021
Grundet coronaviruspandemien var Fredagsrock begrænset til september måned.
- 3. september Ganger og Jada
- 10. september Larry 44 og Tessa
- 17. september Sanne Salomonsen og tv·2
- 24. september Hjalmer og Alphabeat

#### 2022
I 2022 fejrede Fredagsrock 25-års jubilæum, med 25 koncerter med følgende kunstnere:
- 8. april Scarlet Pleasure
- 15. april Icekiid og Jimilian
- 22. april Andreas Odbjerg og Artigeardit
- 29. april Aqua
- 6. maj Cheff Records og Lisa Fosmark
- 13. maj Martin Jensen og FVN
- 20. maj Benjamin Hav og Familien og Zar Paulo
- 27. maj Malurt
- 3. juni Burhan G
- 10. juni Gnags
- 17. juni Tina Dickow
- 24. juni 50 Cent
- 1. juli Rasmus Seebach
- 8. juli Mads Langer
- 15. juli Kesi
- 22. juli Tom Jones
- 29. juli Birthe Kjær og Feel Good Band
- 5. august L.O.C.
- 12. august Dizzy Mizz Lizzy
- 19. august MØ og Ashibah
- 26. august Malk De Koijn
- 2. september Folkeklubben og Hugorm
- 9. september Lord Siva og Victor Leksell
- 16. september Ude Af Kontrol og Kato
- 23. september Jung

#### 2023
I 2023 optrådte følgende kunstnere:
- 14. april Eee Gee og Soleima
- 21. april Joey Moe og Shaka Loveless
- 28. April Zar Paulo og Patina
- 5. maj MØ og Ashibah
- 12. maj Jonah Blacksmith
- 19. maj Oh Land og Pil
- 26. maj D-A-D
- 2. juni Magtens Korridorer
- 9. juni Deep Purple
- 16. juni Jada
- 23. juni Phlake
- 30. juni Christopher
- 7. juli Texas
- 14. juli tv·2
- 21. juli Macklemore
- 28. juli Thomas Helmig
- 4. august Malte Ebert og Svea (SE)
- 11. august Rick Astley
- 18. august Burhan G
- 25. august Swan Lee
- 1. september Drew Sycamore
- 8. september Hans Philip
- 15. September Annika Aakjær og Lis Sørensen
- 22. september Tobias Rahim

#### 2024
I 2024 optrådte følgende kunstnere:
- 12. april Coco O. og Prisma
- 19 april Jacob Dinesen
- 26. april Page Four og Mekdes
- 3. maj Zar Paulo og  August Høyen
- 10. maj Gobs og Thor Farlov
- 17. maj Thomas Dybdahl og Beharie
- 24. maj Pil og Barselona
- 31. maj KrebsFalch
- 7. juni Mads Langer
- 14. juni Hans Philip
- 21. juni Rasmus Seebach
- 28. juni Take That
- 5. juli Carpark North
- 12. juli Chaka Khan
- 19. juli Folkeklubben
- 26. juli Tina Dickow
- 2. august Medina
- 9. august Diana Ross
- 16. august Chris Isaak
- 23. august Alex Vargas
- 30. august Tim Christensen
- 6. september Ida Laurberg og Danser Med Piger
- 13. september Faustix og Kato
- 20. september Saveus

## Galleri
- Den engelske sanger Rick Astley på Plænen.
- Fredagsrock på Plænen 2019
- Den danske sanger Julie.
- Tivoli set fra oven. Plænen er området oven for den store bygning (Tivolis Koncertsal) nogenlunde i midten af billedet.

55°40′25″N 12°34′03″Ø / 55.6736°N 12.5675°Ø